# Архиепархия Яунде
 Архиепархия Яунде  (лат. Archidioecesis Yaundensis) — архиепархия Римско-Католической церкви с центром в городе Яунде, Камерун. В митрополию Яунде входят епархии Бафиа, Криби, Мбальмайо, Обалы, Сангмелимы, Эболовы. Кафедральным собором архиепархии Яунде является церковь Пресвятой Девы Марии.

## История
18 марта 1890 года после разделения апостольского викариата Двух Гвиней Святым Престолом учредил апостольскую префектуру Камеруна.
2 января 1905 года апостольская префектура Камеруна была преобразована в апостольский викариат.
12 июня 1923 года и 31 марта 1931 года апостольский викариат Камеруна передал часть своей территории в пользу возведения новых апостольских префектур Буэа (сегодня — Епархия Буэа) и Дуалы (сегодня — Епархия Дуалы).
3 апреля 1931 года апостольский викариат Камеруна был переименован в апостольский викариат Яунде бреве «Sub anulo Piscatoris» Римского папы Пия X.
3 марта 1949 года апостольский викариат Яунде передал часть своей территории в пользу возведения нового апостольского викариата Думэ (сегодня — Епархия Думэ-Абонг-Мбанга).
14 сентября 1955 года Римский папа Пий XII выпустил буллу «Dum tantis», которой возвёл апостольский викариат Яунде в ранг архиепархии.
24 июня 1961 года, 6 июля 1965 года и 3 июля 1987 года архиепархия Яунде передала часть своей территории в пользу возведения новых епархии Мбальмайо, апостольской префектуры Бафиа (сегодня — Епархия Бафиа) и епархии Обалы.

## Ординарии архиепархии
- епископ Enrico Vieter (22.07.1890 — 1914);
- епископ Francis Hennemann (7.11.1914 — 26.06.1922);
- епископ François-Xavier Vogt (19.05.1923 — 4.03.1943);
- архиепископ René Graffin (4.03.1943 — 6.09.1961);
- архиепископ Jean Zoa (11.09.1961 — 20.03.1998);
- архиепископ André Wouking (27.11.1998 — 10.11.2002);
- архиепископ Simon-Victor Tonyé Bakot (18.10.2003 — 29.07.2013);
- архиепископ Jean Mbarga (с 31 октября 2014 года).